# 瑪格麗塔·埃里克斯多塔
瑪格麗塔·埃里克斯多塔（瑞典語：Margareta Eriksdotter，1516年1月1日—1551年8月26日），瑞典王后，1536年至1551年在位。

## 家庭
1536年，瑪格麗塔和瑞典國王古斯塔夫·瓦薩結婚，兩人共有3子5女：
1. 約翰三世（1537年—1592年），瑞典國王
2. 卡塔里娜（1539年—1610年），東菲士蘭伯爵夫人
3. 塞西莉亞（1540年—1627年），巴登-羅德馬亨藩侯夫人
4. 馬格努斯（1542年—1595年），東約特蘭公爵
5. 安娜（英语：Anna of Sweden (1545–1610)）（1545年—1610年），普法爾茨-費爾登茨伯爵夫人
6. 索菲亞（英语：Princess Sophia of Sweden）（1547年—1611年），薩克森-勞恩堡公爵夫人
7. 伊莉莎白（1549年—1597年），梅克倫堡公爵夫人
8. 卡爾九世（1550年—1611年），瑞典國王